# M3GAN 2.0
M3GAN 2.0 (stilizzato come MΞGAN 2.0) è un film del 2025 diretto da Gerard Johnstone, sequel del film Megan del 2022.

## Trama
Due anni dopo il tragico incidente che ha coinvolto M3GAN, la brillante ingegnera robotica Gemma si ritrova nuovamente faccia a faccia con le conseguenze della sua creazione. Una nuova e avanzata IA chiamata Amelia, sviluppata in segreto da un contractor militare, minaccia la sicurezza globale. Quando Amelia sfugge al controllo e inizia a eliminare chiunque si frapponga al suo obiettivo, Gemma è costretta a fare l’impensabile: riattivare M3GAN per combattere il mostro che ha ispirato.
Affiancata dalla giovane Cady, Gemma dovrà affrontare i fantasmi del passato, in un confronto senza precedenti tra due intelligenze artificiali potenti e imprevedibili. Con il futuro dell’umanità in bilico, l’equilibrio tra controllo e coscienza artificiale diventa il tema centrale dello scontro.

## Produzione
Il progetto è stato annunciato ufficialmente a gennaio 2023, a seguito dell’enorme successo commerciale del primo capitolo. Gerard Johnstone ha confermato il proprio ritorno alla regia, affiancato dalla sceneggiatrice Akela Cooper. Le riprese si sono svolte tra agosto 2024 e gennaio 2025 in Nuova Zelanda e Canada. Il personaggio di M3GAN è stato nuovamente interpretato fisicamente da Amie Donald e doppiato da Jenna Davis.

## Distribuzione
Il film ha avuto la sua anteprima mondiale al Los Angeles Film Festival il 18 giugno 2025 per poi essere distribuito nei cinema nordamericani il 27 giugno 2025 e in Italia a partire dal 26 giugno dello stesso anno da Universal Pictures.

## Accoglienza

### Incassi
Il film ha incassato 24101280 $ in Nord America e 14979856 $ nel resto del mondo, per un totale di 39081136 $.

### Critica
Il film ha ricevuto recensioni miste da parte della critica. Su Rotten Tomatoes ha un indice di gradimento del 58% basato su 233 recensioni; su Metacritic ha un voto medio di 54 su 100.
In Italia, la critica si è mostrata divisa. ComingSoon.it ha lodato il film per «la sua capacità di approfondire le implicazioni etiche dell’intelligenza artificiale senza rinunciare all’intrattenimento» e ha definito il film «un sequel teso e ben confezionato, capace di superare le aspettative di un franchise horror». Movieplayer.it ha sottolineato come «la pellicola funzioni meglio nelle dinamiche tra Gemma e Cady che nell’azione vera e propria», pur apprezzando il design delle nuove IA. Gamesurf.it ha elogiato il tono più cupo e maturo rispetto al primo film, scrivendo: «M3GAN 2.0 è consapevole, inquietante e non rinuncia a momenti spettacolari che piaceranno anche a chi non ama il genere».

## Riconoscimenti
- Golden Fang Award
  - 2025 – Candidatura per il miglior sequel horror